# Jiří Svoboda
Jiří Svoboda   (Zubří, 19 d'abril de 1941) fou un jugador de voleibol txec que va competir sota bandera txecoslovaca durant les dècades de 1960 i 1970.
El 1968 va prendre part en els Jocs Olímpics de Ciutat de Mèxic, on guanyà la medalla de bronze en la competició de voleibol. En el seu palmarès també destaca una medalla de plata al Campionat d'Europa de voleibol de 1967. A nivell de clubs, amb el VŽKG Ostrava, guanyà la lliga txecoslovaca de 1968. Posteriorment va exercir d'entrenador en diversos equips.